# پیما (مردم)
مردم پیما (به انگلیسی: Pima)، سرخپوستان آمریکای شمالی که به طور سنتی در امتداد رودخانه‌های گیلا و سالت در آریزونا، آمریکا و شمال مکزیک زندگی می‌کردند، این مردم به طور سنتی کشاورز بودند که در خانهای یک اتاقه زندگی می‌کردند و از رودخانه‌ها که در کنار منطقه زندگی آنان بود برای آبیاری زمینهای خود استفاده می‌کردند. این مردن همچنین کم و بیش به شکار و گردآوری هم مشغول می‌شد به طوری که رژیم غذایی کاملی داشته باشد. در سالهای خشکسالی، که در به طور متوسط هر یک سال در پنج سال رخ می‌داد، شکار و گردآوری تنها راه زندگی برایی این مردم بود.
در زمان نخستین تماس‌های ایجاد شده با استعمارگران اروپایی و آمریکایی، مردم پیما به عنوان مردمی با برخورد دوستانه یاد شده‌اند.